# Frank Groothof
Franciscus Bernardus Theodorus (Frank) Groothof Schröder (Amsterdam, 14 februari 1947) is een Nederlands acteur, vooral bekend van op kinderen gerichte producties. Bij het grote publiek is hij voornamelijk bekend van Het Klokhuis (Uit het woelige leven van Boy Zonderman) en Sesamstraat (aanvankelijk als ondeugende jongen, later meer als de "ideale oom").

## Loopbaan
Groothof studeerde vijf jaar aan het conservatorium. Na deze opleiding deed hij mee aan de musical Godspell. Hierna volgde een periode bij Het Werkteater. Samen met zijn broer René Groothof heeft hij diverse jaren Broertjes en Broertjes op stap gespeeld. Deze voorstellingen waren geïnspireerd op hun eigen jeugd en zijn ook uitgewerkt in de televisieserie Broertjes voor de VPRO. Marnix Kappers speelde hierin de vader van de beide broertjes.
Na Broertjes heeft Frank Groothof een groot aantal opera's uitgewerkt tot muziekvoorstellingen die met name op kinderen zijn gericht. Zo bewerkte hij onder andere De Toverfluit en Idomeneo van Mozart, Carmen van Georges Bizet, Fidelio van Beethoven, en de reis van Odysseus van Monteverdi. Van de laatste verscheen ook een televisiebewerking. Daarnaast trad hij diverse keren op als verteller in Peter en de Wolf van Sergej Prokovjef.
Naast zijn werk als zanger en acteur is Groothof ook als schrijver actief. Voor de Taptoe schreef hij een reeks komische korte verhalen over een jongen die naar een andere stad verhuist en in een nieuwe klas komt te zitten. Deze werden in 1992 gebundeld in het boek Kopzorgen.
Sinds eind 2018 speelt Frank Groothof samen met Dick van der Stoep en Gijs Groenteman in diens theatershow De Grote Harry Bannink Podcast On Tour.

## Filmografie

### Film en serie
- Groothof speelt de rol van Wikkobus in de film De blauwe bus (regisseur: Sanne Kortooms, 2009)
- Hij speelt in de film Het verhaal van Kees de rol van Gerrit (regisseur: André van Duren, 1989)
- De Camping (Het Werkteater)
- Carmen & Ik (1997) (regie: Harrie Geelen)
- De thuiskomst van Odysseus (1996) (regie: Jan Keja)
- Broertjes (1988)
- Herenstraat 10 (1983-1984), Zwarte Arie
- Sesamstraat (1983-heden), Frank
- Opname (1979) (Het Werkteater) (regie: Marja Kok en Erik van Zuylen)

## Privé
Groothof is weduwnaar, vader van zes kinderen en grootvader. Zijn theaterbedrijf Stichting Vrije Val is gevestigd in Purmerend.